# فيغاس الأخيرة
فيغاس الأخيرة (بالإنجليزية: Last Vegas)‏ هو فيلم كوميدي أُصدر في الولايات المتحدة سنة 2013. الفيلم من إخراج جون تيرتلتوب.

## قصة
بيلي (مايكل دوجلاس)، وبادي (روبرت دي نيرو)، وأركي (مورجان فريمان)، وسام (كيفين كلاين) كانوا ومازالوا أصدقاء منذ الطفولة. نذر بيلي نذور العزوبية وأقسم على عدم الزواج، ولكن في النهاية تقدم بطلب زواج من فتاة في الثلاثينات من عمرها، وأصبح على شفا حفل زفافه. قرر الأصدقاء أن يسافروا إلى لاس فيغاس لإعادة أيام شبابهم ومجدهم مرة أخرى وأخيرة قبل زواج بيلي. ولكن فور وصولهم يكتشفون أن لاس فيغاس قد تغيرت كثيراً وتتعقد الأمور بمجموعة من المشاكل يختبروا فيها صلابة صداقتهم.

## طاقم التمثيل
- مايكل دوغلاس بدور بيلي.
- روبرت دي نيرو بدور بادي.
- كيفين كلاين بدور سام.
- مورغان فريمان بدور آرتشي.
- ماري ستينبرجن بدور ديانا.
- جيري فيرارا بدور تود.

## الإنتاج
بدأ التصوير الرئيسي بتاريخ نوفمبر 2012 في مدينة لاس فيغاس. و في نهاية الشهر انتقل التصوير إلى منطقة أتلانتا، جورجيا.

## الميزانية والإيرادات
بلغت تكلفة إنتاج الفيلم حوالي 28 مليون دولار.

## روابط خارجية
- فيغاس الأخيرة على موقع IMDb (الإنجليزية)
- فيغاس الأخيرة على موقع ميتاكريتيك (الإنجليزية)
- فيغاس الأخيرة على موقع الموسوعة البريطانية (الإنجليزية)
- فيغاس الأخيرة على موقع روتن توميتوز (الإنجليزية)
- فيغاس الأخيرة على موقع نتفليكس (الإنجليزية)
- فيغاس الأخيرة على موقع قاعدة بيانات الأفلام العربية
- فيغاس الأخيرة على موقع ألو سيني (الفرنسية)
- فيغاس الأخيرة على موقع Turner Classic Movies (الإنجليزية)
- فيغاس الأخيرة على موقع أول موفي (الإنجليزية)
- فيغاس الأخيرة على موقع بوكس أوفيس موجو (الإنجليزية)

- الموقع الرسمي
- فيغاس الأخيرة في موقع قاعدة بيانات الأفلام على الإنترنت.
- فيغاس الأخيرة في موقع بوكس أوفيس موجو.
- فيغاس الأخيرة في موقع الطماطم الفاسدة.
- فيغاس الأخيرة في موقع ميتاكريتيك.